# Lactobacillus salivarius
Espèce
Lactobacillus salivarius est une espèce de bactérie à Gram positif, non sporulante. Il s'agit d'un organisme homofermentaire qui produit seulement un sous-produit du métabolisme, l'acide lactique, que l'on trouve naturellement présent dans la cavité buccale de l'humain, les intestins et le vagin.
Elle est considérée comme non pathogène, et est parfois utilisée pour produire de l'acide lactique dans les aliments fermentés, des probiotiques, pour aider à prévenir les infections par d'autres micro-organismes.
L. salivarius produit également une enzyme, la lactase, ainsi que des bactériocines. Très prolifique dans l'intestin, elle est donc en mesure de se rivaliser avec de nombreuses bactéries pathogènes, y compris des lactobacilles. Elle possède un métabolisme anaérobie facultatif, se développe mieux dans l'intestin grêle, et des bactéries vivantes peuvent être trouvées dans les selles.
L. salivarius est particulière parmi les probiotiques, en ce qu'elle est capable de croître dans des conditions moins qu'idéales, elle est l'une des rares qui peut se développer dans des milieux de forte salinité. Cela la rend idéale pour réduire les quantités des indésirables ou des bactéries intestinales pathogènes.

## Taxons infraspécifiques
En 2006, Li et al. (ses collaborateurs) proposent une division de Lactobacillus salivarius en deux sous-espèces :
- Lactobacillus salivarius subsp. salicinius Rogosa et al.[3] 1953 (Approved Lists 1980)
- Lactobacillus salivarius subsp. salivarius Rogosa et al. 1953 (Approved Lists 1980)